# Найт, Чарльз
Чарльз Роберт Найт (англ. Charles Robert Knight; 21 октября 1874, Бруклин — 15 апреля 1953, Манхэттен) — американский художник и иллюстратор, известный тем, что реконструировал внешний вид доисторических животных, в частности, динозавров. Его работы публикуются во многих изданиях по палеонтологии, выставлены во многих музеях США. Во многом он повлиял на таких последующих палеонтологов-иллюстраторов, как Зденек Буриан, Нив Паркер, Фрэнк Фразетта. В своём мультфильме «Фантазия» Уолт Дисней делает отсылки к его работам.

## Биография

### Детство
Уже в детстве Найт интересовался природой и животными. Он потратил немало времени, копируя иллюстрации из книг по естественной истории, принадлежавших его отцу. Ограниченный в зрении (правый глаз был почти слепым), Найт смог заниматься написанием картин благодаря специальным очкам. В возрасте 12 лет он записался в школу искусств при Метрополитен-музее, чтобы обучаться по специальности «коммерческий художник». В 1890 году его наняла компания по украшению церквей для проектирования витража, после чего он стал работать иллюстратором-фрилансером, специализирующимся в сценах природы для книг и журналов.

### Образование

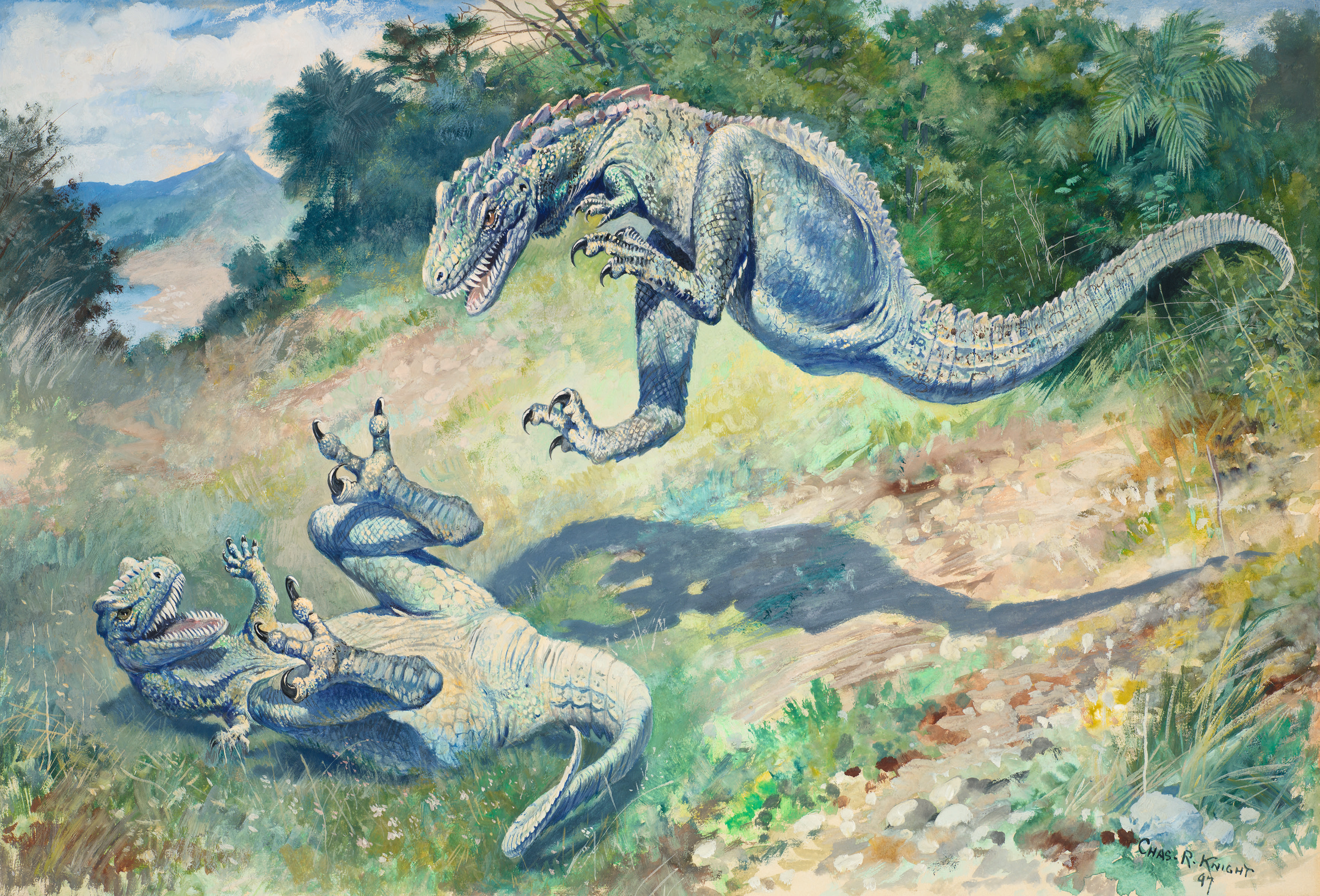
Прыгающий дриптозавр (1897)

В своё свободное время Найт начал посещать Американский музей естественной истории в Нью-Йорке, где привлёк внимание Джейкоба Уортмена, который попросил его нарисовать реконструкцию доисторических свиней, кости которых были там выставлены. Хотя многочисленные художники того времени неохотно брались за реконструкции, Найт использовал свои знания анатомии современных свиней, чтобы создать по возможности реалистические изображения, а при отсутствии данных использовал воображение. Уортмен с энтузиазмом принял конечный результат, и музей вскоре заказал Найту создать серию акварелей, чтобы украсить ими зал ископаемых.
Рисунки приобрели популярность у посетителей, и Найт продолжил сотрудничество с музеем. До 1930 года он изготовил немало изображений, которые стали одними из наиболее известных в мире изображений доисторических животных и людей.
Одной из наиболее известных его работ является выполненная в 1897 году для Американского музея естественной истории реконструкция под названием «Прыгающий Laelaps» — одно из редких изображений динозавров в момент совершения активных действий, что было необычно до 1960-х годов, до появления современных палеонтологических теорий, например, Роберта Беккера). Среди других его работ, представленных в американских музеях — изображения таких животных, как агатаум, аллозавр, бронтозавр, смилодон и шерстистый мамонт, которые также были опубликованы в многочисленных книгах и имитировались подражателями.

### Национальное признание

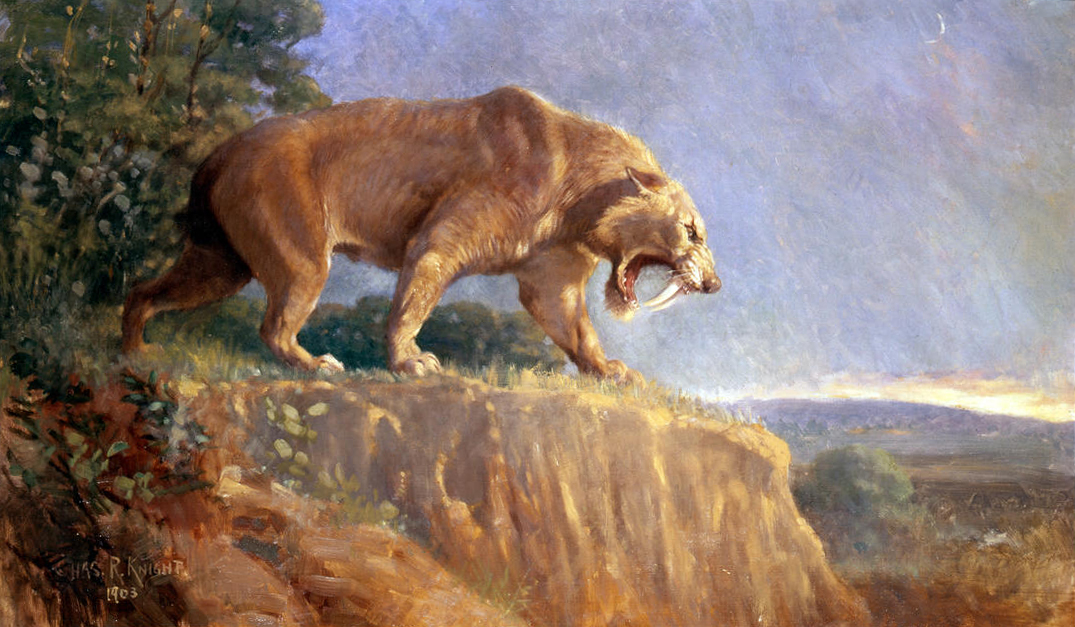
Смилодон (1905)

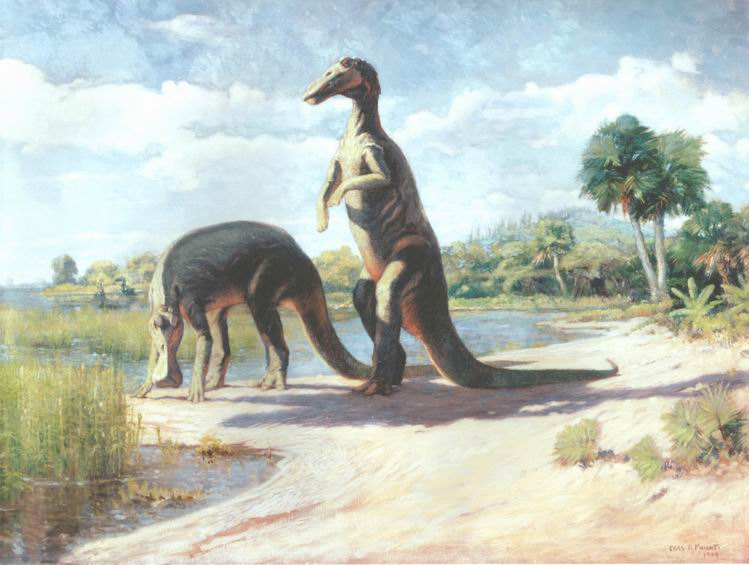
Анатотитаны (эдмонтозавры) (1905)

Американские музеи естественной истории начали заказывать Найту картины для своих экспозиций ископаемых остатков. В 1925 году Найт изготовил внушительную настенную роспись для Музея естественной истории округа Лос-Анджелес, которая изображала некоторых птиц и млекопитающих, чьи ископаемые остатки были обнаружены в смоляных колодцах ранчо Ла-Брея. В следующем же году Найт начал создавать серию из 28 настенных изображений для Музея имени Филда в Чикаго, на которых он изобразил всю историю жизни на земле, и работа над которыми длилась 4 года. Для Филдовского музея он создал одну из своих самых знаменитых реконструкций, изображавшую тираннозавра, нападающего на трицератопса, которая оказала влияние на многих других иллюстраторов и сделала эти два вида динозавров популярными персонажами литературы, комиксов и киноискусства. Александр Шерман из Музея имени Филда писал по этому поводу, что «картина приобрела такую популярность, что стала стандартом того, как надо изображать эпоху динозавров».
Работы Найта также представлены, в частности, в Музее имени Карнеги в Питсбурге, в Смитсоновском институте, в Музее естественной истории имени Пибоди в Йеле. Также у Найта заказывали изображения многочисленные зоопарки, в том числе Бронкский, в Линкольн-парке и Брукфилдский. Найт был единственным из художников, кому позволили создать зарисовку большой панды по имени Су Лин, обитавшей в Брукфилдском зоопарке.
Помимо картин и настенных росписей для музеев и зоопарков, Найт иллюстрировал книги и журналы, а также регулярно сотрудничал с National Geographic. Художник создал свои собственные альбомы, в частности: Before the Dawn of History (Knight, 1935), Life Through the Ages (1946), Animal Drawing: Anatomy and Action for Artists (1947), et Prehistoric Man: The Great Adventure (1949). Найт выступал перед публикой в различных городах США, рассказывая о доисторической жизни.
В конце жизни занялся воспитанием внуков, с которыми делился своим интересом к зоологии и палеонтологии. В 1951 году написал свою последнюю работу — настенную роспись для Музея Эверхарта в Скрэнтоне (Пенсильвания). Умер через два года после этого в Манхэттене.

## Наследие

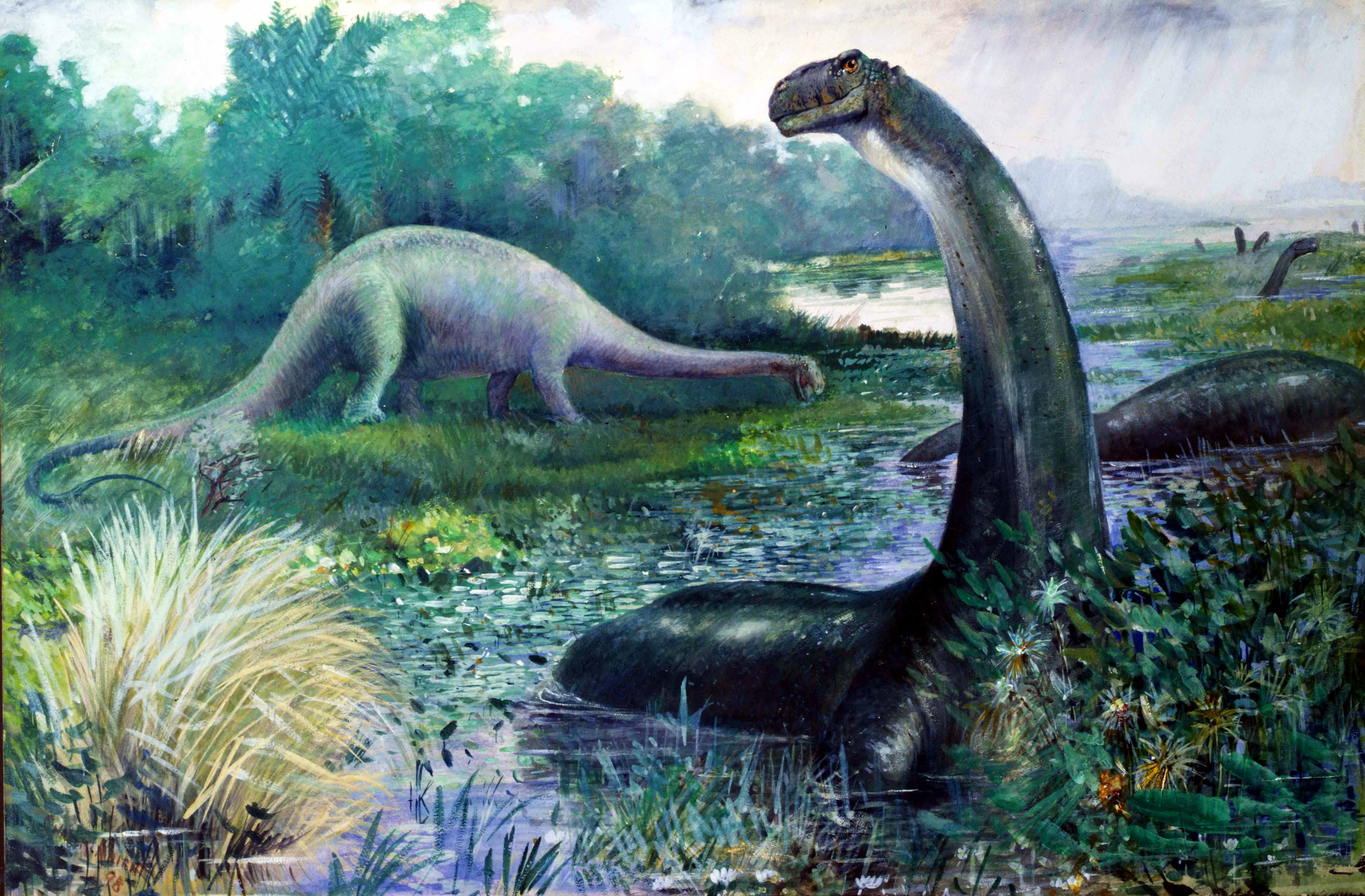
Бронтозавр (1897)

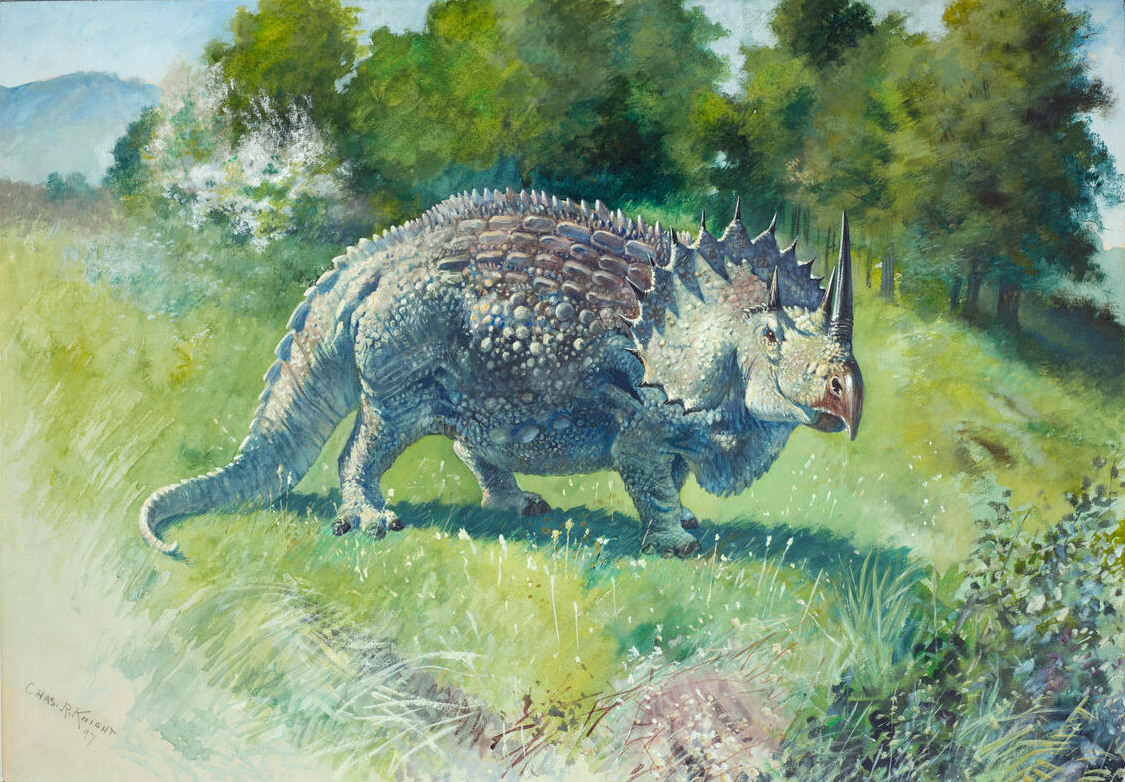
Реконструкция агатаума (1897), на которую опирались создатели фильма «Затерянный мир» 1925 года.

В первой половине XX века работы Найта часто публиковались в североамериканской палеонтологической литературе, а также позднее: в частности, Стивен Джей Гулд использовал картины Найта на обложках своих книг Bully for Brontosaurus (1991) и Dinosaur in a Haystack (1996). Хотя после Найта появилось и много других известных палеохудожников, из которых наиболее известным стал чех Зденек Буриан, Найт остаётся весьма популярным среди любителей доисторических реконструкций. В недавние годы были повторно изданы некоторые его книги:  Life through the ages (2001), автобиография (2005), затем в 2007 году иллюстратор Уильям Стаут собрал и издал в 3 томах работы и эскизы Найта под названием Charles R. Knight Sketchbook (2007).
Поскольку Найт работал в эпоху, когда на американском западе было обнаружено большое количество фрагментарных ископаемых остатков без чётких представлений об их эволюционном положении, многие его работы содержат элементы спекуляций, как, например, его неправдоподобная реконструкция агатаума (1897). Найт изображал цератопсов в окружении зарослей травы, хотя прерии появились лишь в кайнозое. Кроме того, Найт изображал их одиночными животными, тогда как по современным представлениям цератопсы вели коллективный образ жизни.
Несмотря на то, что Найт изучал анатомию животных своего времени, он не использовал эти знания при реставрации облика динозавров; он изображал их с типичными для рептилий конечностями и узкими бёдрами. В 1920-е гг. в результате исследований палеонтологов Альфреда Ромера и Герхарда Хайльмана было установлено, что динозавры имели широкие бёдра, напоминавшие скорее бёдра птиц, чем рептилий.
В своих реконструкциях Найт часто изображал вымерших животных, в том числе птиц и морских рептилий, в динамичных позах, однако его реконструкции крупных динозавров как массивных животных, обречённых на вымирание, отражали традиционные взгляды той эпохи. В своей книге Life through the Ages (1946) он вновь повторяет своё устаревшее к тому моменту видение динозавров как гигантских малоактивных животных, хотя и допускает, что их детёныши вели более активный образ жизни.
Стивен Джей Гулд был одним из наиболее активных сторонников Найта; в частности, он отказывался использовать термин апатозавр вместо устаревшего термина бронтозавр, поскольку сам Найт всегда пользовался для животного старым названием. Гулд писал в своей книге 1989 г.  Wonderful Life:
С тех самых времён, как сам Господь, представив свои творения Иезекиилю в долине высохших костных остатков, никому не удавалось продемонстрировать такого дара реконструкции животных по фрагментированным скелетам. Чарльз Найт, наиболее выдающийся среди художников, возвращающих к жизни окаменевшие остатки, написал к настоящему времени все канонические изображения динозавров, вдохнув жизнь в наше воображение и наши страхи
.
Среди других сторонников следует упомянуть создателя спецэффектов Рэя Харрихаузена, который писал в своей автобиографии An Animated Life:
Задолго до Оби (Уиллис О’Брайен), меня самого и Стивена Спилберга он представил во плоти создания, которых никто никогда не видел. […] Я хорошо помню великолепную роспись Найта на одной из стен музея округа Лос-Анджелес, изображавшую то, как могла выглядеть жизнь в далёком прошлом там, где сейчас находятся смоляные копи Ла-Бреа. Эта картина, а также книга с другими работами Найта, которую мне подарила мать, были моими первыми встречами с человеком, который оказался драгоценной помощью для меня, когда мне пришло время создавать трёхмерные модели этих исчезнувших существ
.